# 현해탄의 구름다리
"현해탄의 구름다리"는 한국에서 제작된 장일호 감독의 1963년 영화이다. 공미도리 등이 주연으로 출연하였고 박원석 등이 제작에 참여하였다.

## 출연

### 주연
- 공미도리
- 강신성일
- 최남현

## 기타
- 조명: 방한기
- 미술: 박석인